# Dicranomyia klefbecki
Dicranomyia klefbecki är en tvåvingeart som först beskrevs av Bo Tjeder 1941.  Dicranomyia klefbecki ingår i släktet Dicranomyia och familjen småharkrankar. Arten är reproducerande i Sverige. Inga underarter finns listade i Catalogue of Life.